# Calymene
Genre
Espèces de rang inférieur
- †Calymene blumenbachii Brongniart, 1822, espèce type
- autres espèces : voir #Liste des espèces

Calymene est un genre fossile de trilobites de l'ordre des Phacopida, sous-ordre des Calymenina.

## Description
Le genre Calymene est étroitement lié au genre Flexicalymene de la sous-famille voisine Flexicalymeninae. Les trilobites calymènes sont petits, mesurant généralement 2 cm de longueur. Le céphalon est la partie la plus large de l'animal et le thorax comporte généralement 13 segments.

## Classification
La paternité correcte du genre est Brongniart, 1822,,.
Une description du genre précédemment publiée dans Desmarest (1816) (souvent citée à tort comme "Calymena" Desmarest, 1817) a été supprimée par l'avis ICZN 1433.

## Liste des espèces
Selon la Paleobiology Database en 2024, le nombre d'espèces référencées est de vingt-quatre :
- †Calymene ansensis Männil, 1977
- †Calymene barnesi Chatterton et Ludvigsen, 2004
- †Calymene blumenbachii Brongniart, 1822
- †Calymene breviceps Raymond, 1916
- †Calymene bufo Green, 1832
- †Calymene callicephala Green, 1832
- †Calymene celebra Raymond, 1916
- †Calymene conradi Emmons, 1855
- †Calymene frontosa Lindström, 1885
- †Calymene gamachei Chatterton and Ludvigsen, 2004
- †Calymene granulosa Foerste, 1909
- †Calymene hadyardensis Lamont, 1949
- †Calymene latigenata Männil, 1977
- †Calymene marginata Shirley, 1936
- †Calymene mimaspera Schrank, 1970
- †Calymene minimarginata Schrank, 1970
- †Calymene nasuta Ulrich, 1879
- †Calymene niagarensis Hall, 1843
- †Calymene nowlani Chatterton and Ludvigsen, 2004
- †Calymene orthomarginata Schrank, 1970
- †Calymene polgari Siveter and Chatterton, 1996
- †Calymene pompeckji Kummerow, 1928
- †Calymene retrorsa Foerste, 1910
- †Calymene ubitquitosus Howells, 1982

### Espèces connues avec localisation
- †Calymene blumenbachii, Dudley (Midlands de l'Ouest), Angleterre - Type[7]
- †Calymene brevicapitata, N. and S. Pays de Galles
- †Calymene breviceps, Indiana and Illinois
- †Calymene celebra, Illinois, Indiana, and Wisconsin[8],[9].
- †Calymene clavicula, Oklahoma
- †Calymene daviesii, Radnorshire, Pays de Galles
- †Calymene duplicata, Pays de Galles and Irlande
- †Calymene hopkinsoni, Pays de Galles
- †Calymene niagarensis, New York
- †Calymene parvifrons, Pays de Galles
- †Calymene senaria, N. Pays de Galles and Irlande
- †Calymene tristani, Cornouailles, Angleterre
- †Calymene tuberculata, Gotland, Suède
- †Calymene vogdesi, Ohio
- †Calymene sp. du Silurien–Ordovicien du Maroc

### Espèces réaasignées
Depuis que le genre Calymène a été établi très tôt en paléontologie, un certain nombre d'espèces qui lui étaient précédemment attribuées ont depuis été transférées à d'autres genres :
- C. aculeata = Parasolenopleura aculeata
- C. aequalis = Archegonus aequalis
- C. anchiops = Anchiopella anchiops
- C. arachnoides = Asteropyge arachnoides
- C. arago = Colpocoryphe arago
- C. articulata = Crotalocephalus articulatus
- C. baylei = Metacalymene baylei
- C. bellatula = Cybele bellatula
- C. bufo rana = Phacops rana
- C. calicephala = Orimops calicephala
- C. canaliculata = Solenopleura canaliculata[11]
- C. cambrensis = Flexicalymene cambrensis
- C. caractaci = Flexicalymene caractaci
- C. clavifrons = Cyrtometopus clavifrons
- C. concinna = Proetus concinnus
- C. diademata = Diacalymene diademata
- C. downingiae = Acaste downingiae
- C. frontiloba = Pliomera fischeri
- C. granulata = Phacops granulatus
- C. holometopa = Solenopleura holometopa[11]
- C. marginata = Perliproetus marginata
- C. odini = Chasmops odini
- C. ornata = Ceraurinella ornata[12]
- C. papillata = Papillicalymene papillata
- C. platycephala = Platycoryphe platycephala
- C. polytoma = Pliomera fischeri
- C. sclerops = Pterygometopus sclerops
- C. sinensis = Blackwelderia sinensis
- C. speciosa = Parapilekia speciosa
- C. stenometopa = Acrocephalites stenometopus
- C. stokesii = Phacopidae, generic assignment uncertain[13]
- C. tingi = Calymenesun tingi
- C. tournemini = Placoparia tournemini
- C. tristani = Synhomalonotus tristani
- C. unicornis = Reedocalymene unicornis
- C. variolaris = Balizoma variolaris
- C. verrucosa = Atractopyge verrucosa
- C. volborthi = Ptychometopus volborthi

## Fossiles
Selon le site Paleobiology Database en 2024, le nombre de collections de fossiles référencées est de 432 collections pour 465 occurrences depuis le Trémadocien de l'Ordovicien au Praguien du Dévonien inférieur, soit de 485,4 à 407,6 Ma avant notre ère.

### Publication originale
- [1822] Alexandre Brongniart, « Les Trilobites », Histoire Naturelle des Crustacés Fossiles, Paris, F.-G. Levrault, Libraire,‎ 1822, p. 154 pp.  11 pls.